# Ringerbrunnen

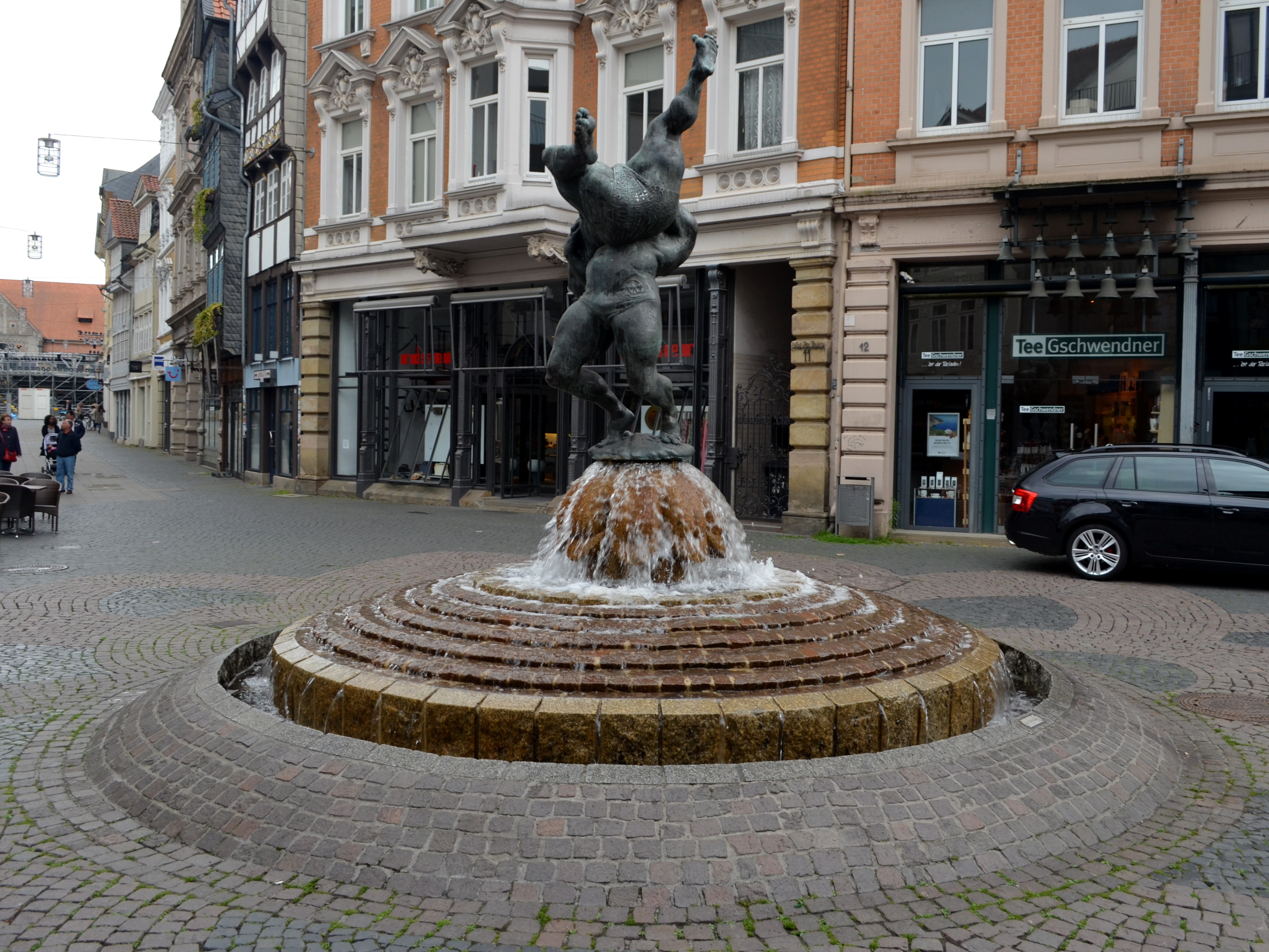
Gesamtansicht

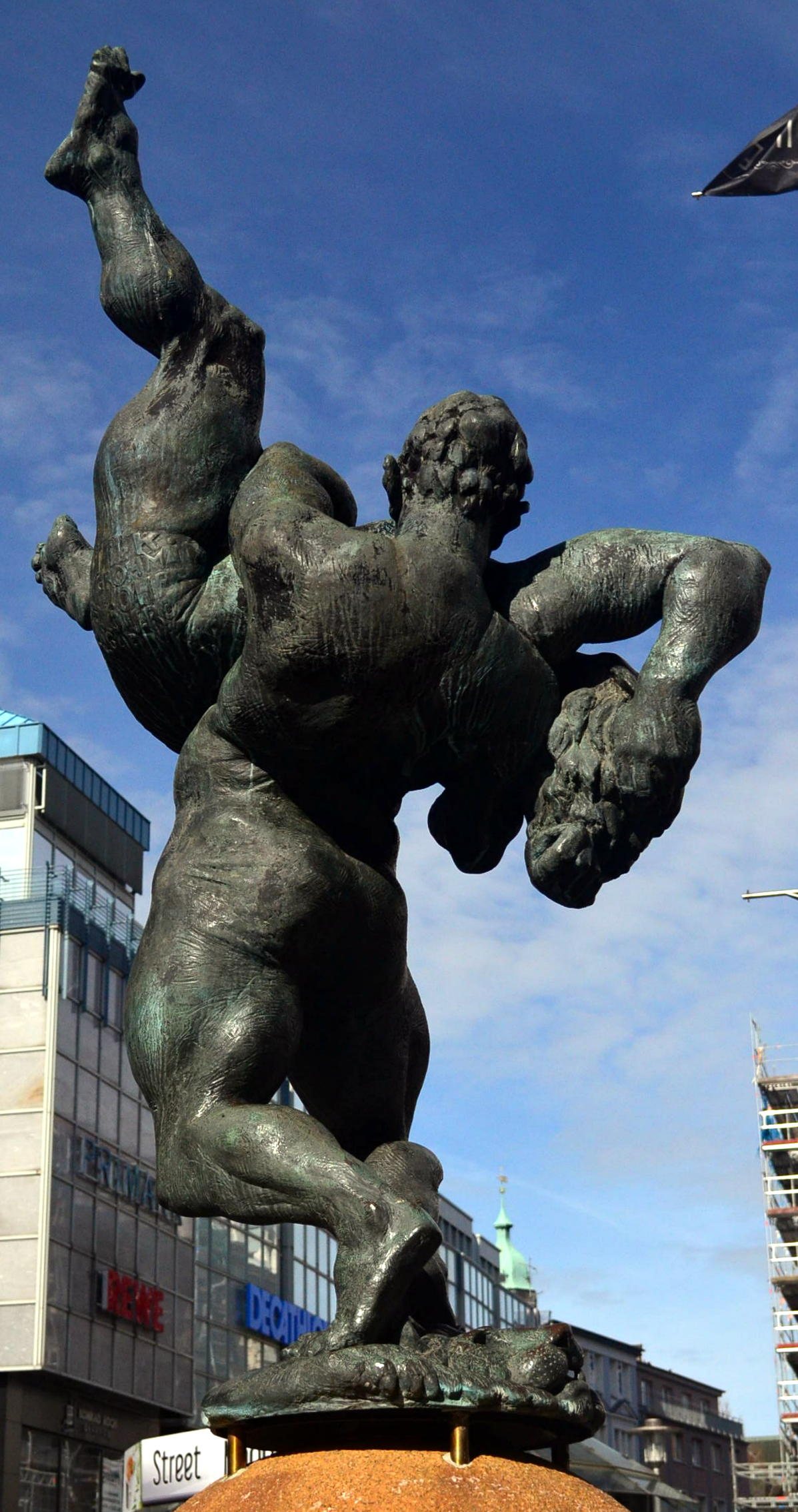
Die beiden Ringer

Der Ringerbrunnen ist ein Figurenbrunnen im historischen Weichbild Sack in Braunschweig. Der Brunnen wurde von dem Bildhauer Jürgen Weber geschaffen und am 15. August 1975 eingeweiht.

## Beschreibung
Der Ringerbrunnen besteht aus einer überlebensgroßen Personengruppe (Höhe: 2,30 m), die aus zwei Schwergewichts-Ringern besteht, die miteinander kämpfen. Die aus Bronze bestehenden Figuren sind mit Ringertrikots bekleidet. Ein Ringer hat den anderen von hinten umfasst und ausgehebelt, sodass dieser keinen Bodenkontakt mehr hat, während der andere Ringer auf einer kleinen, gewölbten Metallplatte steht, auf der ein Löwenfell liegt. Der Kopf des Löwen ist deutlich erkennbar.
Die Figurengruppe steht auf einer steinernen Kuppel, über die sich von deren höchster Stelle aus Wasser ergießt. Die Kuppel wiederum bildet das Zentrum eines kreisrunden Brunnenbeckens. Das Wasser fließt über mehrere kleine Kaskaden schließlich in einen kleinen Graben, der den Brunnen umschließt. Der Durchmesser beträgt an den Außenrändern des Brunnenbeckens sechs Meter. Die Gesamthöhe beträgt drei Meter. Für Becken und Kuppel wurde grauer und roter Granit verwendet.

## Entstehungsgeschichte

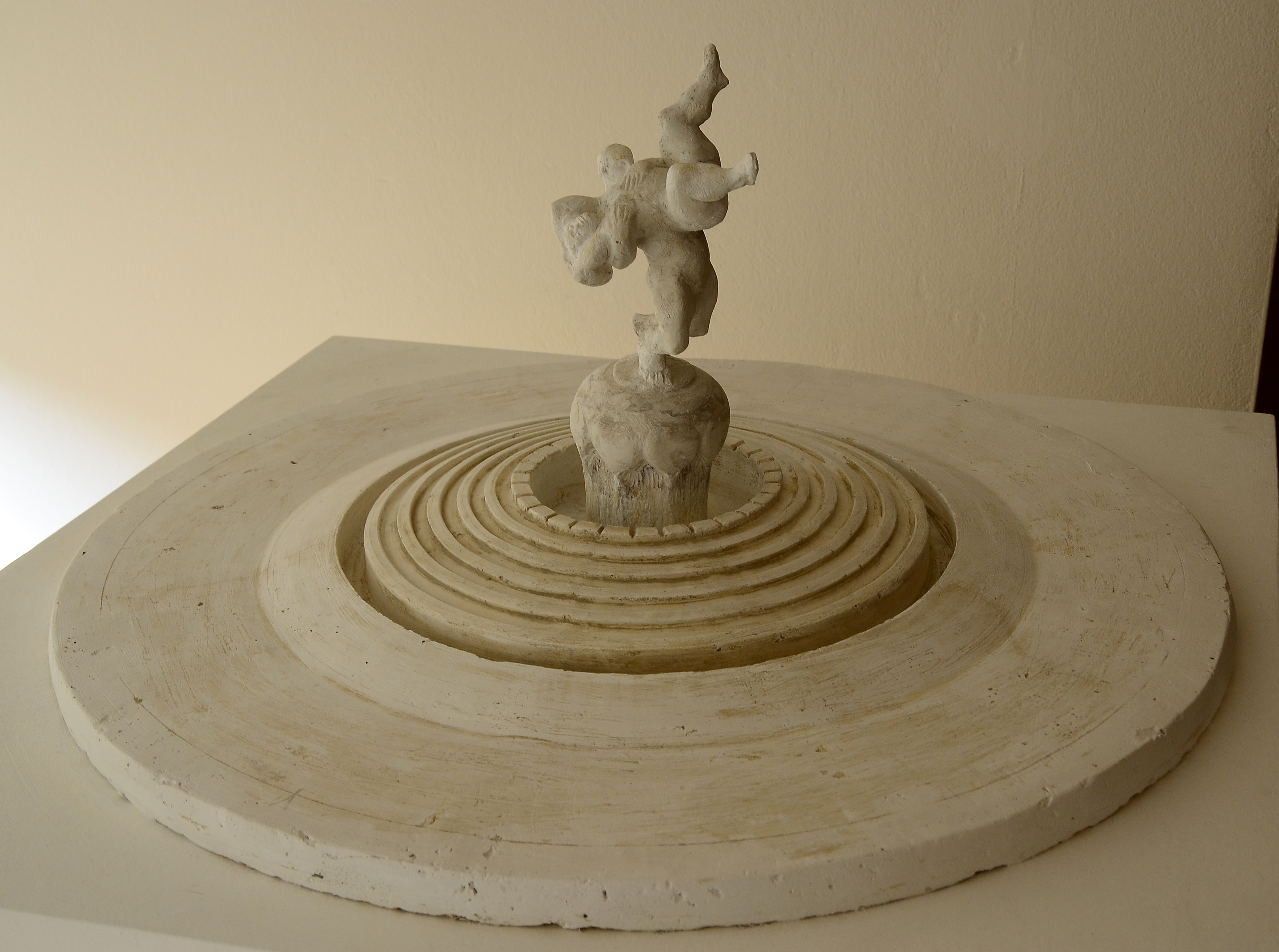
Webers Original-Modell aus Gips im Maßstab 1:10. Seit 1989 im Braunschweigischen Landesmuseum.

1974 fanden am Schnittpunkt der drei innerstädtischen Straßen Schuhstraße, Vor der Burg und Sack, die damals schon Teil der Braunschweiger Fußgängerzone waren, archäologische Grabungen statt. Dabei wurde ein gemauerter Brunnenschacht samt dazugehörigen, aus Baumstämmen gefertigten Wasserleitungen entdeckt.
Daraufhin beauftragten Vertreter der Stadt Braunschweig den Bildhauer Jürgen Weber, Professor für Elementares Formen an der Technischen Universität Braunschweig, eine Wasserkunst an der Schnittstelle der drei Straßen, die hier einen kleinen, dreieckigen Platz bildeten, zu gestalten.
Ende 1974 stellte Weber sein Werk vor und löste damit eine monatelange, auch überregional ausgetragene Diskussion darum aus. Weil der zur Verfügung stehende Raum sehr begrenzt war, hatte Weber zusammen mit dem Ingenieur Alfred Führböter, ebenfalls Professor an der TU Braunschweig, einen Brunnen mit „gestuftem Konus mit kleinen Überlaufterrassen“ entworfen.

## Metaphorik

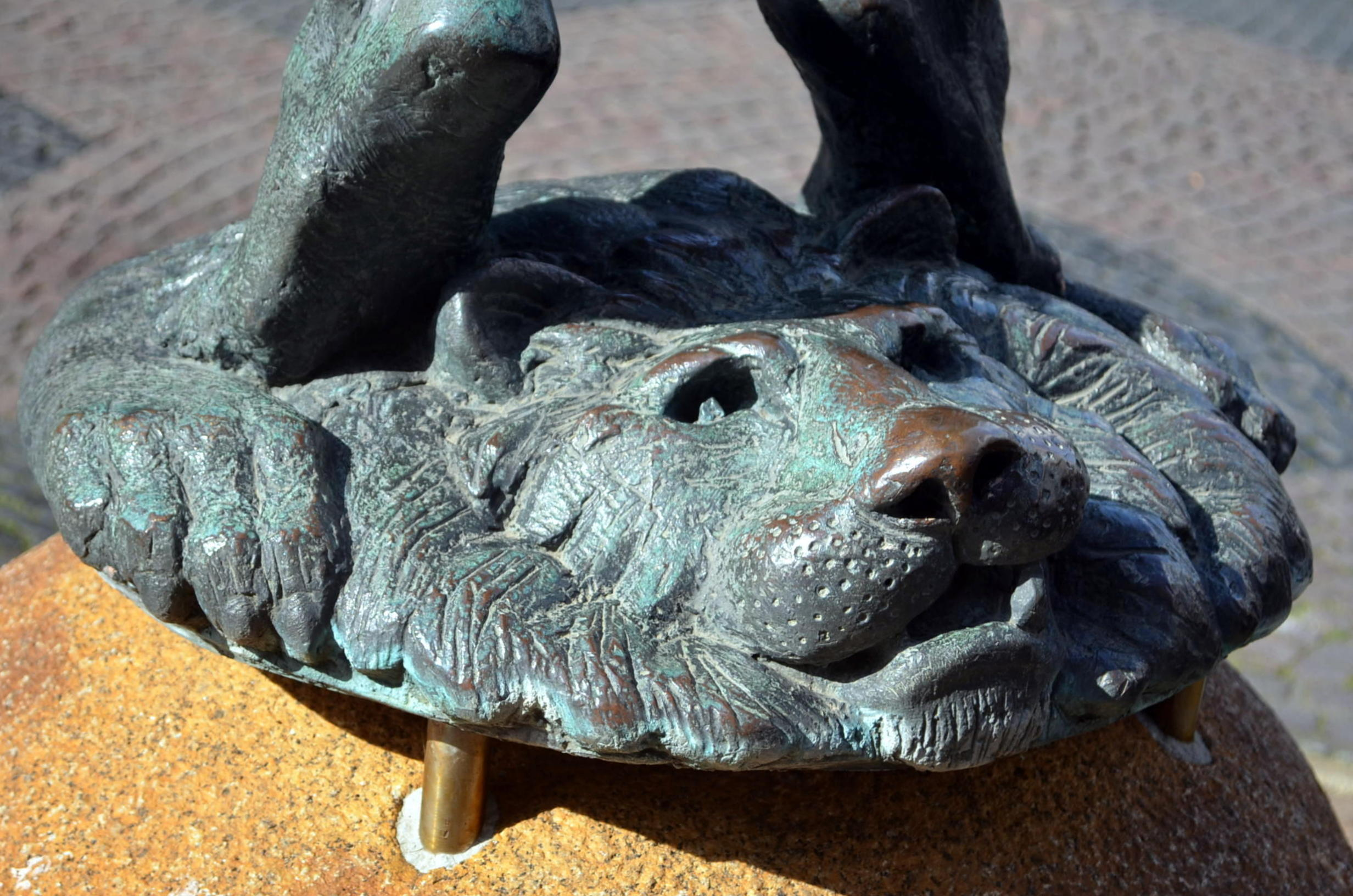
Löwenkopf

Dass die Ringer auf einem Löwenfell kämpfen, macht deutlich, dass es sich bei der Figurengruppe um eine allegorische Darstellung aus der griechischen Mythologie handelt. Dargestellt ist der Kampf des Herakles (der Ringer, der auf dem Boden steht) gegen den Riesen Antaios (derjenige, der in die Luft gehoben wird). Das Löwenfell deutet dies ebenfalls an, weil der Riese Antaios Löwen verspeiste. Antaios war unbesiegbar, solange er mit den Füßen auf der Erde stand, erst als ihn Herakles emporhob, konnte er ihn schließlich besiegen und töten.
So weit die offensichtliche mythologische Interpretation. Schaut man genauer hin, so erkennt man auf dem Trikot des hochgehobenen Riesen zahlreiche Personennamen, darunter Rudolf Krämer-Badoni und Peter Iden, und deutlich das Wort „Kritik“. Der auf dem Boden stehende Ringer trägt auf einer Hüftseite das kreisrunde, ineinander übergehende Signet „JW“, auf der anderen ist „Jürgen Weber“ zu lesen. So kann die Figurengruppe auch als der Kampf des Künstlers Jürgen Weber gegen (Kunst-)Kritiker verstanden werden, denen der Künstler den Boden entzogen hat.

## Kritik

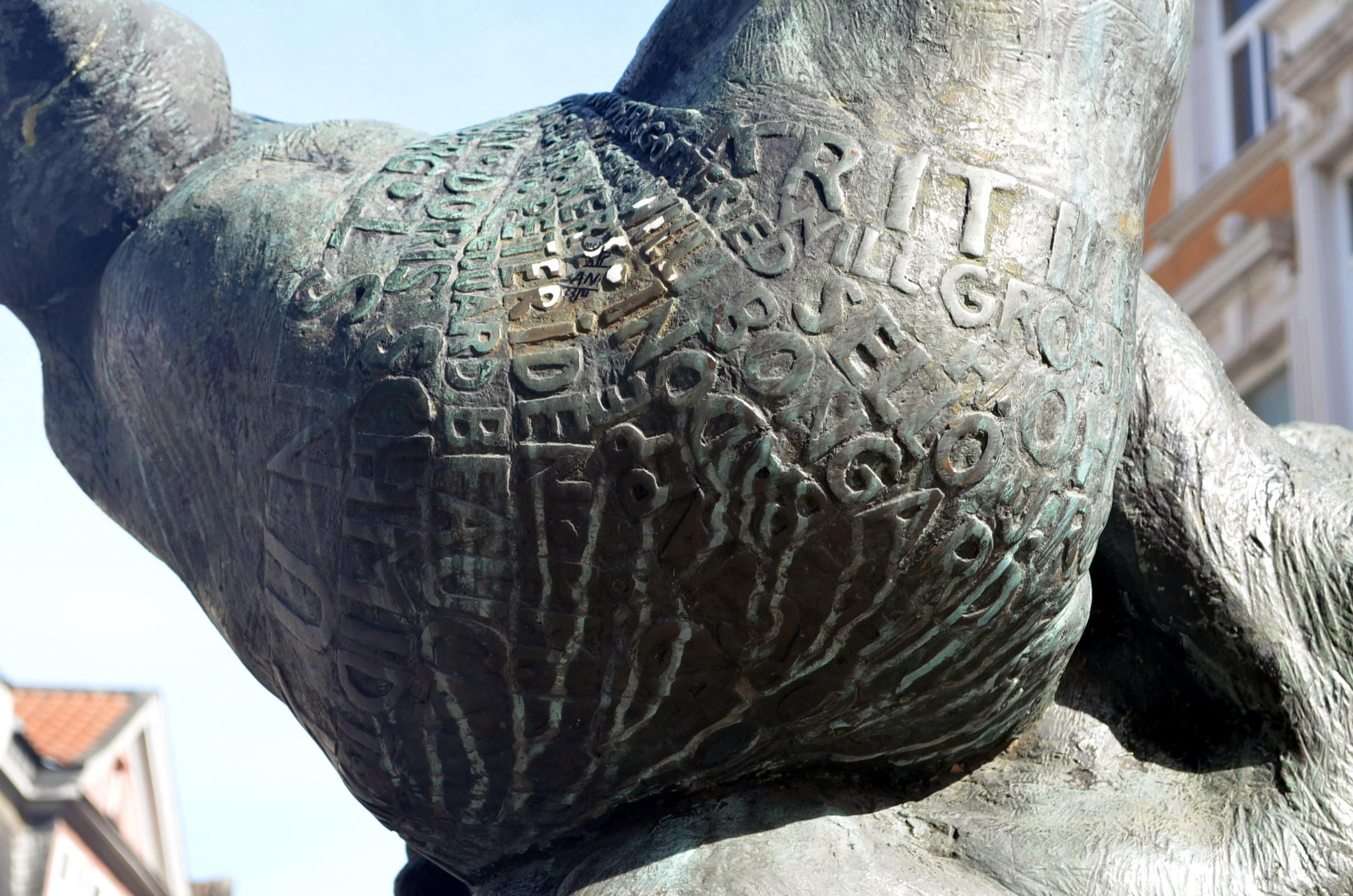
Kritikernamen

Nachdem Weber seinen Entwurf den zuständigen Ausschüssen der Stadt vorgestellt hatte und dieser vom Rat der Stadt angenommen worden war, entbrannte Ende 1974 eine monatelange, meist in Form von Leserbriefen in der lokalen Braunschweiger Zeitung geführte Diskussion. Darin wurde neben dem als zu hoch empfundenen Preis von 100.000 DM für den Brunnen vor allem bemängelt, dass der Entwurf ein „städtebaulicher Fehlgriff“ sei, nicht in die (Fachwerkhaus-)Umgebung passe und es ihm insgesamt an Ästhetik fehle, er mithin „geschmacklos“ sei. Einzelpersonen, mehrere Bürgerinitiativen und andere Personengruppen interpretierten Webers Arbeit mal als japanische Sumō-Ringer, mal als Ausdruck von Kapitalismuskritik, ein andermal bemängelte man das Fehlen jedweden Bezugs zur Stadt(geschichte) Braunschweigs. Wieder andere wähnten darin eine Selbstinszenierung Webers auf Kosten der Stadt. Schließlich erkannten einige in Webers Arbeit auch Anleihen bei der monumentalen NS-Kunst eines Josef Thorak.
Weber wies als künstlerische Motivation darauf hin, er habe einen Kontrast „zum strengen Ernst des Burglöwen in der Nachbarschaft“ schaffen wollen. Mit „Burglöwe“ ist der nur 150 m entfernt stehende Braunschweiger Löwe, ein Bronzeguss aus dem 12. Jahrhundert, gemeint. Des Weiteren wies der Künstler darauf hin, dass sein Werk in dieser Form einzigartig sei, es also auf der ganzen Welt nichts Vergleichbares gebe. Dem widersprachen jedoch zahlreiche Künstler, darunter der Konzeptkünstler Timm Ulrichs.
Das 1:10-Modell des Brunnens übergab Weber 1989 dem Braunschweigischen Landesmuseum anlässlich dessen Eröffnung.